# Gemaingoutte
Gemaingoutte település Franciaországban, Vosges megyében. Lakosainak száma 152 fő (2022. január 1.). Gemaingoutte Wisembach, Sainte-Marie-aux-Mines és Ban-de-Laveline községekkel határos.

## Népesség
A település népességének változása:
| Lakosok száma | 127  | 134  | 140  | 139  | 142  | 145  | 146  | 149  | 152  |
|               | 2013 | 2015 | 2016 | 2017 | 2018 | 2019 | 2020 | 2021 | 2022 |